# Emilíana Torrini
Emilíana Torrini Davíðsdóttir, född 16 maj 1977 i Kópavogur på Island, är en isländsk sångerska. Hon slog igenom med albumet Love in the Time of Science från 1999.

## Biografi
Emilíana Torrini har en italiensk far och en isländsk mor, som hon växte upp med i Kópavogur strax utanför Reykjavik på Island. Hennes far äger och driver en välkänd italiensk restaurang. Hon blev känd på Island 1994 när hon 17 år gammal vann en sångtävling (Söngkeppni framhaldsskólanna) med sången "I Will Survive". Mellan 1994 och 1996 släppte hon tre album på Island, Spoon (med ett band vid samma namn), Crouçie d'Où La och Merman, innan hon slog igenom på allvar 1999 med Love in the Time of Science. 
Hon var tidigare medlem i den isländska gruppen GusGus, och hon bidrog med sång till flertalet av låtarna till deras debutalbum, Polydistortion (1997), mest noterbart vid låten "Why", som hon ibland, fortfarande, framför live.
Emilíana Torrini sjöng "Gollum's Song", i slutet av Peter Jacksons film Sagan om de två tornen. Hon skrev även Kylie Minogues låt "Slow" år 2003. Före dessa var hon med på sång på Thievery Corporations skiva från 2002, The Richest Man in Babylon.
Torrini har turnerat med Moby, Sting, Dido, Travis och Tricky.

## Diskografi
Album
- 1994 – Spoon
- 1995 – Crouçie d'Où La
- 1996 – Merman
- 1999 – Love in the Time of Science
- 2005 – Fisherman's Woman
- 2008 – Me and Armini
- 2013 – Tookah

Singlar
- 1999 – Baby Blue
- 1999 – Dead Things
- 1999 – To Be Free
- 2000 – Easy
- 2000 – Unemployed in Summertime
- 2005 – Sunnyroad
- 2005 – Heartstopper
- 2008 – Me and Armini
- 2008 – Jungle Drum
- 2013 – Speed of Dark

Samarbeten
- 1997 – Is Jesus Your Pal? (sång) (GusGus, Polydistortion)
- 1997 – Why? (sång) (GusGus, Polydistortion)
- 2002 – Hold Your Hand (sång) (Paul Oakenfold, Bunkka)
- 2002 – Gollum's Song (Lord of the rings soundtrack)
- 2002 – Until the Morning (sång) (Thievery Corporation, The Richest Man in Babylon)
- 2002 – Heaven's Gonna Burn Your Eyes (sång) (Thievery Corporation, The Richest Man in Babylon)